# Echi di gioventù
Echi di gioventù (Remember the Day) è un film statunitense del 1941 diretto da Henry King.